# Лефкохори
Лефкохори (грч. Λευκοχώρι) је насељено место у општини Лагадина у периферији Средишња Македонија, Грчка. Према попису из 2021. године било је 249 становника.
Према бугарском географу и историчару, Василу Канчову, у Лефкохорију је 1900. године живело 1.000 Турака. Године 1924. турско становништво је принудно исељено у Турску а на њихово место су насељене грчке избеглице из Турске, а касније и Каракачани. На попису из 1928. године Лефкохори је имао 294 становника. Село се раније звало Клепе.